# باربرا غراهام
باربرا غراهام (بالإنجليزية: Barbara Graham) هي بائعة هوى ‏ أمريكية، ولدت في 26 يونيو 1923 في أوكلاند في الولايات المتحدة، وتوفيت في 3 يونيو 1955 في Point San Quentin ‏ في الولايات المتحدة.

## وصلات خارجية
- باربرا غراهام على موقع IMDb (الإنجليزية)